# Musée cantonal d'art de Lugano
Le musée cantonal d'art de Lugano, appelé en italien Museo Cantonale d'Arte di Lugano est un musée suisse situé à Lugano. En 2015, l'institution a fusionné avec le Musée d'art moderne de Lugano pour créer le Museo d'arte della Svizzera italiana MASILugano.

## Œuvres

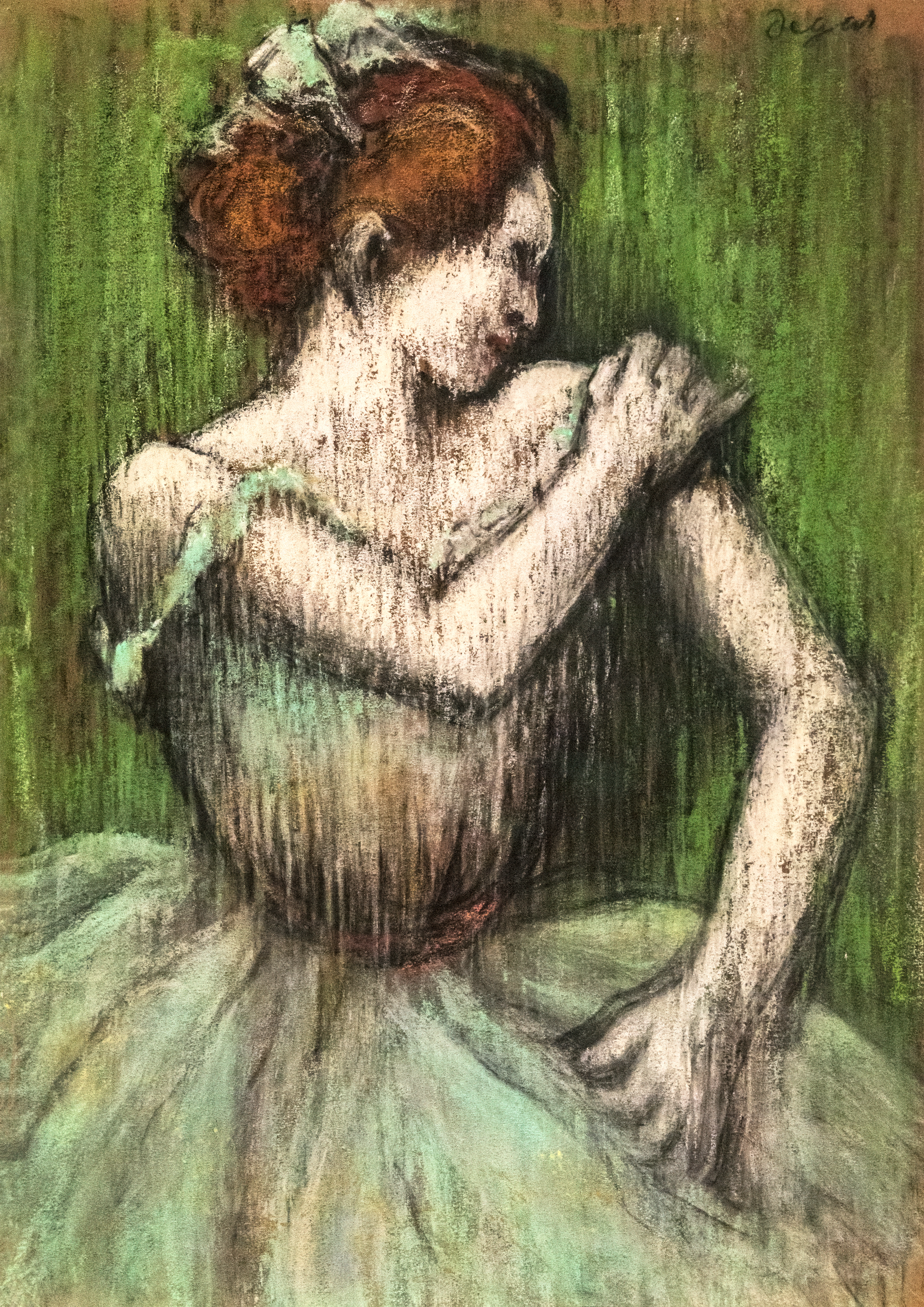
Danseuse - Edgar Degas

- Danseuse - Edgar Degas